# Magno di Milano
Magno (... – Milano, 530) fu arcivescovo di Milano dal 518 fino alla sua morte.
È venerato come santo della Chiesa cattolica che lo ricorda il 1º novembre nel martirologio romano con queste parole: «A Milano, san Magno, vescovo».

## Biografia

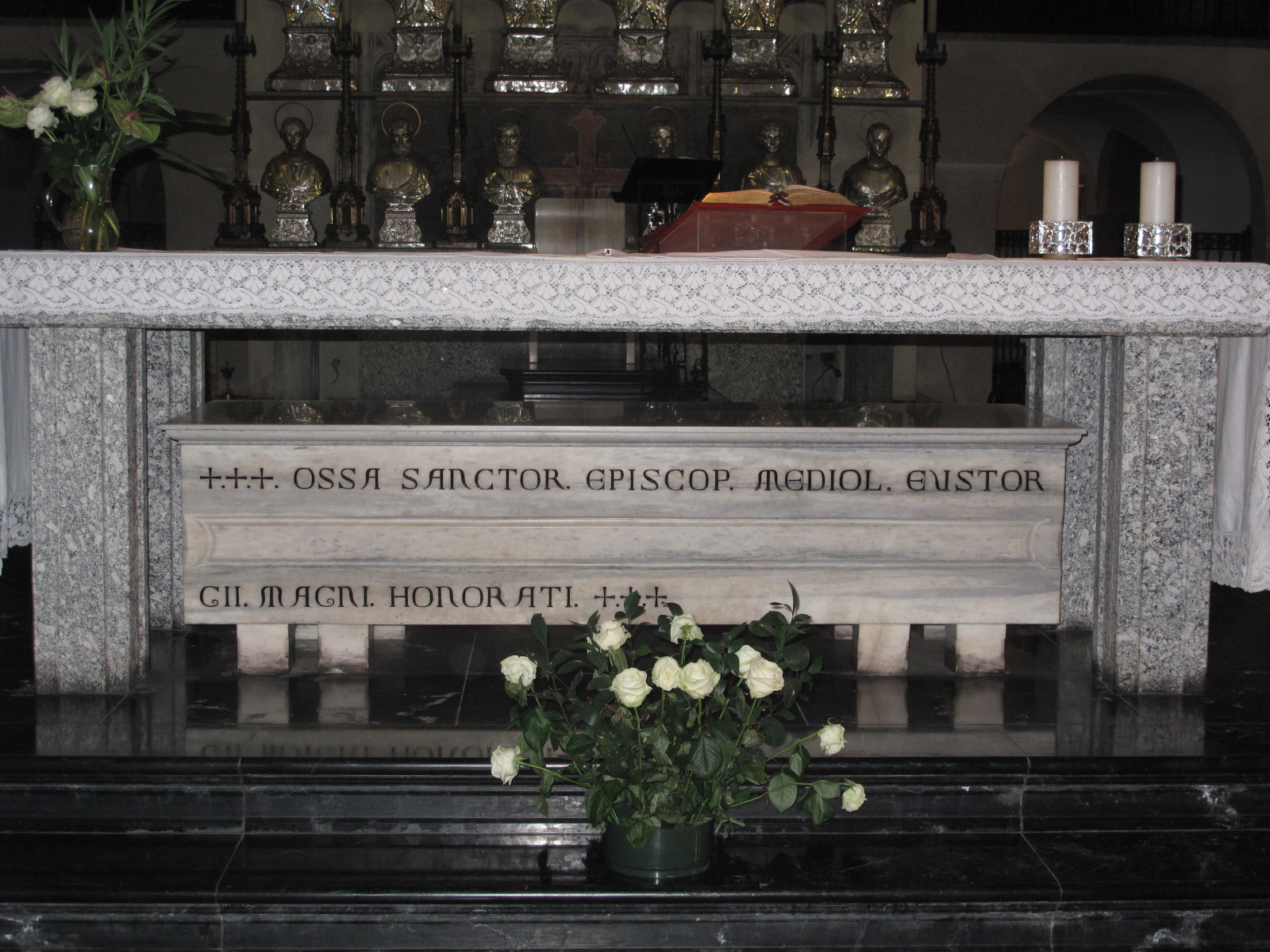
Urna in marmo sotto l'altare maggiore della basilica di Sant'Eustorgio contenente le reliquie dei vescovi Eustorgio I, Magno e Onorato.

Pochissime sono le notizie storiche relative al vescovo Magno. Di lui esisteva un epitaffio, oggi scomparso, ma noto grazie ad una silloge milanese composta tra l'XI e il XIII secolo, che celebra la dignità con la quale il vescovo esercitò l'incarico episcopale e la generosità nei confronti dei poveri e nel riscatto dei prigionieri.
(Testo latino con traduzione italiana in: De Nisco, «Post busta superstes». Epigrafi cristiane a Milano nell'alto Medioevo, p. 88.)
L'accenno ai prigionieri riscattati ha indotto Jacques Sirmond (1559-1651) a mettere in relazione Magno di Milano con un anonimo vescovo italiano a cui Avito di Vienne indirizzò una lettera per lodarlo della sua attenzione verso i prigionieri di guerra. In realtà, il destinatario della lettera di Avito non fu Magno, bensì Massimo di Pavia.
Secondo un antico Catalogus archiepiscoporum Mediolanensium,  Magno governò la Chiesa di Milano per 30 anni dopo Eustorgio II, attestato nel 510/511, e prima di Dazio, che era già vescovo nel 535/536; lo stesso catalogo lo dice sepolto il 1º novembre nella basilica di Sant'Eustorgio, luogo documentato anche da un Itinerarium Mediolani dell'VIII secolo. Gli anni assegnati dal catalogo sono evidentemente errati; infatti tradizionalmente, il suo episcopato è compreso fra il 518 e il 530.
Una tradizione medievale, che non ha fondamenti storici, associa Magno all'aristocratica famiglia milanese dei Trincheri.

## Culto
Commemorato come "vescovo e confessore" il 5 novembre prima del concilio Vaticano II, con la riforma del martirologio romano la sua festa è stata nuovamente spostata al 1º novembre.
Particolare venerazione è dedicata a san Magno nella città di Legnano, dove gli è stata dedicata la basilica omonima e una delle contrade cittadine.
Nel 1248 i Domenicani, che all'epoca officiavano la basilica di Sant'Eustorgio, procedettero ad una solenne ricognizione delle reliquie di san Magno, che furono collocate accanto a quelle di sant'Eustorgio I.